# Ipolyvece
Ipolyvece – wieś i gmina w północnej części Węgier, w pobliżu miasta Balassagyarmat. Miejscowość leży na obszarze Średniogórza Północnowęgierskiego, w pobliżu granicy ze Słowacją. Administracyjnie osada należy do powiatu Balassagyarmat, wchodzącego w skład komitatu Nógrád.
Gmina Ipolyvece w 2009 roku liczyła 879 mieszkańców i zajmowała obszar 13,9 km².